# 沙全
沙全（?—?），元朝将领，本哈剌鲁（葛邏祿）氏，随父亲沙的定居河南柳泉（今宜阳县西），初名抄儿赤。
沙全五岁时，为南宋军队所虏。十八岁的时候，留在刘整幕下，以沙为姓。中统二年（1261年）他随同刘整归附忽必烈，授管军百户。至元三年（1266年）在云顶山（今四川成都附近）击败宋将夏贵。至元五年（1268年）转任镇抚，后出师襄樊，击败张贵。率军攻克仙人山、陈家洞，升为千户。渡过淮河，击败南宋将领陈安抚。至元十二年（1275年）与阿术在镇江附近的焦山之战击败宋将张世杰。克常州、至华亭（今上海市奉贤区），担任华亭军民达鲁花赤。在芍陂屯田，加武略将军，兼领盐场，升任华亭府达鲁花赤，改为松江万户府达鲁花赤。始专领军政。至元二十二年（1285年）转任兴隆万户府达鲁花赤，依然受命镇守松江，在官任上去世。

## 延伸阅读
[在维基数据编辑]
 《元史/卷132》，出自宋濂《元史》
 《新元史/卷161》，出自柯劭忞《新元史》